# Francisco Vargas
Francisco Vargas (* 25. Dezember 1984 in Mexiko-Stadt, Distrito Federal, Mexiko) ist ein mexikanischer Boxer im Superfedergewicht und aktueller ungeschlagener WBC-Weltmeister.

## Profikarriere
Am 12. März 2010 gab er mit einem einstimmigen Punktsieg gegen Daniel Calzada sein Profidebüt. Am 21. November des Jahres 2015 trat Vargas gegen den japanischen Rechtsausleger Takashi Miura um den Weltmeistergürtel des WBC an und besiegte ihn durch technischen K. o. in Runde 9.